# Война миров (фильм, 2025)
«Война миров» (англ. War of the Worlds) — американский научно-фантастический триллер, снятый в формате скринлайф по мотивам одноимённого романа Герберта Уэллса. Режиссёром фильма выступил клипмейкер Рич Ли. Спродюсировали картину Патрик Айелло и Тимур Бекмамбетов. Главную роль исполнил Айс Кьюб. Премьера состоялась 30 июля 2025 года на Prime Video.

## Сюжет
Сотрудник Министерства внутренней безопасности Уилл Рэдфорд управляет системой массовой слежки, которая позволяют отслеживать деятельность каждого человека на Земле. Пока Уилл шпионит за своими взрослыми детьми и одновременно пытается найти таинственного хакера, на Землю начинают падать метеориты. Из них появляются огромные враждебные боевые машины на трёх ногах. Уилл и его подруга из НАСА считают, что началось вторжение инопланетян.

## В ролях
- Айс Кьюб — Уилл Рэдфорд
- Ева Лонгория — Сандра Салас
- Кларк Грегг — Дональд Бриггс
- Андреа Сэвадж — Шейла Джеффрис

## Отзывы
Фильм получил разгромные оценки кинокритиков. На Rotten Tomatoes рейтинг картины составляет 3 % на основе 33 рецензий критиков. По мнению Энди Мика из Boy Genius Report это «худший фильм года».